# Susan Antoft
Susan Kirsten Antoft, nach Heirat Finch, (* 30. Juli 1954 in Montreal) ist eine ehemalige kanadische Ruderin. Sie gewann zwei Medaillen bei Weltmeisterschaften.

## Sportliche Karriere
Susan Antoft studierte an der University of British Columbia und ruderte im dortigen Sportteam, den Thunderbirds. Bei den Olympischen Spielen 1976 in Montreal standen erstmals Frauenwettbewerbe im Rudern auf dem Programm. Antoft belegte mit dem kanadischen Achter den dritten Platz im Vorlauf und den vierten Platz im Hoffnungslauf. Im Finale ruderten die Kanadierinnen auf den vierten Platz mit weniger als einer Sekunde Rückstand auf die drittplatzierte Crew aus den Vereinigten Staaten.
Ab 1977 ruderte Susan Antoft zusammen mit Elizabeth Craig im Zweier ohne Steuerfrau. Bei den Weltmeisterschaften in Amstelveen gewannen die beiden die Bronzemedaille hinter den Olympiazweiten Sabine Dähne und Angelika Noack aus der DDR sowie Karin Abma und Joke Dierdorp aus den Niederlanden. Im Jahr darauf belegten Craig und Antoft bei den Weltmeisterschaften auf dem Lake Karapiro in Neuseeland den zweiten Platz hinter Cornelia Klier und Ute Steindorf aus der DDR und vor Abma und Dierdorp.